# عبدالله فریور مقدم
عبدالله فریور مقدم متهمی ایرانی بود که به جرم داشتن زنای محصنه طبق قوانین شریعت اسلام توسط نظام جمهوری اسلامی ایران به سنگسار محکوم و سحرگاه پنج شنبه، ۱ اسفند ۱۳۸۷ با تبدیل حکم سنگسار به اعدام توسط قوه قضاییه در زندان شهر ساری به دار آویخته شد. اعدام وی از آن جهت بیشتر مورد توجه قرار گرفت که فارغ از مسئله نقض حقوق بشر در حد رجم (سنگسار) از دید جهانیان، تبدیل حکم وی به اعدام برای جلوگیری از سنگسار در نوع خود اقدامی بدیع و بحث انگیز از سوی جمهوری اسلامی به شمار می‌آید.